# Eadberht Ier
Pour les articles homonymes, voir Eadbert.
Eadberht Ier est roi du Kent dans la première moitié du VIIIe siècle.

## Biographie
D'après l'Histoire ecclésiastique du peuple anglais de Bède le Vénérable, Eadberht est l'un des trois fils et héritiers du roi Wihtred, aux côtés de ses deux frères Alric et Æthelberht. Il s'agit de la dernière mention du royaume du Kent dans le texte de Bède. Les trois princes pourraient être montés sur le trône ensemble à la mort de leur père, en 725, mais contrairement à Eadberht et Æthelberht, Alric n'est mentionné dans aucune autre source,. Il est possible que le partage se soit seulement effectué entre Eadberht et Æthelberht, ce dernier régnant sur la moitié orientale du Kent, autour de Cantorbéry, et possédant l'ascendance sur son frère, dont le domaine couvre la moitié occidentale du Kent, autour de Rochester.
La Chronique anglo-saxonne rapporte la mort d'Eadberht en 748. Pourtant, deux chartes du début des années 760 (S 28 et S 29), qui concernent des donations royales à des monastères de Canterbury et Minster-in-Thanet, mentionnent un roi Eadberht qui se trouve dans sa trente-sixième année de règne, ce qui impliquerait qu'Eadberht n'est pas mort en 748,. L'historienne S. E. Kelly considère que l'année de règne a été falsifiée sur ces deux chartes pour faire croire que le donateur est Eadberht Ier alors qu'il s'agit en réalité d'un autre roi, Eadberht II.
Un autre roi du Kent occidental du milieu du VIIIe siècle, Eardwulf, se décrit dans une charte comme le fils d'Eadberht Ier.